# Wolfgang Capek

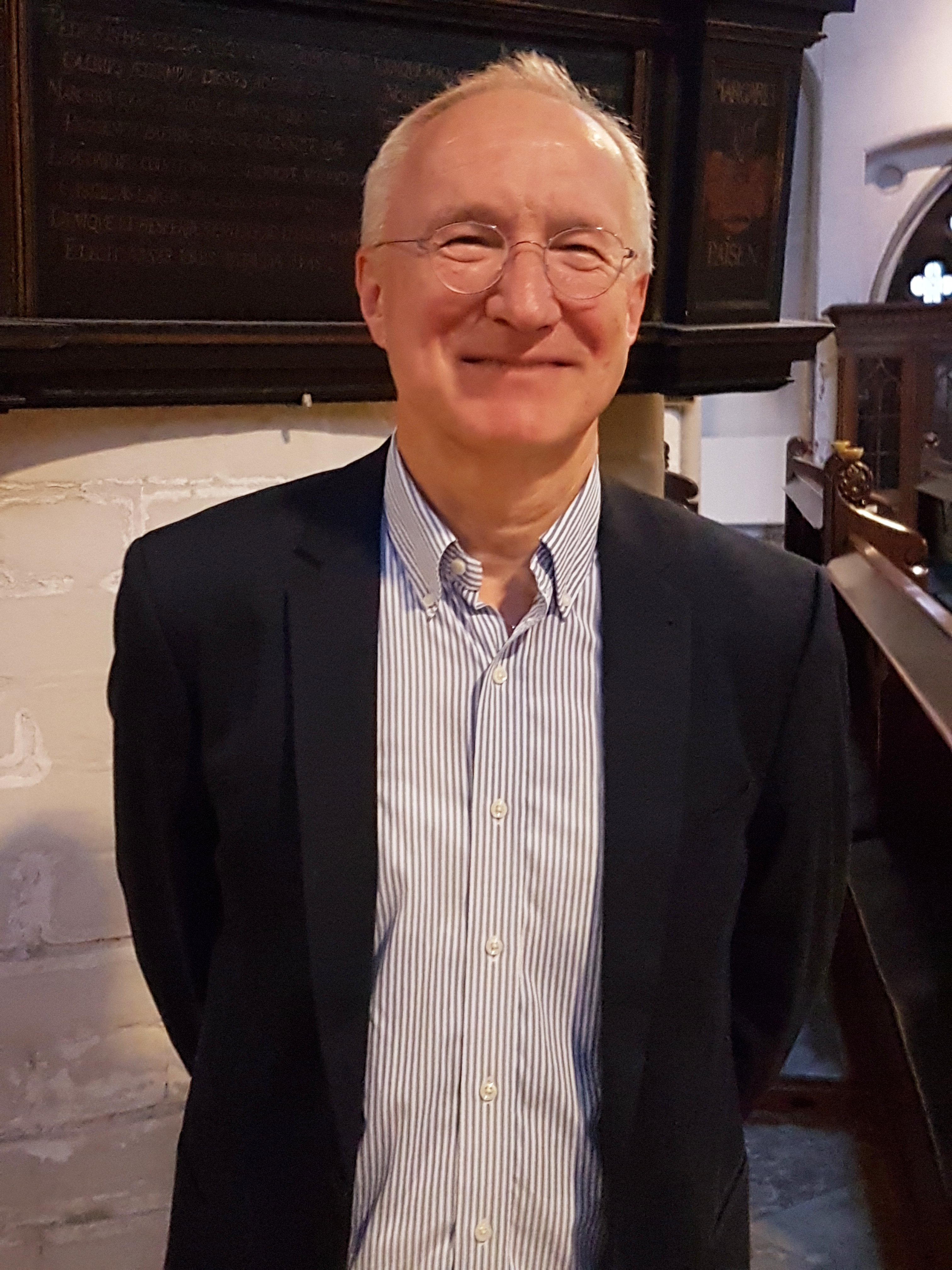
Wolfgang Capek (2023)

Wolfgang Capek (* 1956 in Wien) ist ein österreichischer Organist.

## Leben
Wolfgang Capek absolvierte sein Studium an der Wiener Musikhochschule in den Fächern Orgel (bei Herbert Tachezi), Klavier (bei Hans Kann und Hilde Langer-Rühl), Komposition und Kirchenmusik, das er zwischen 1978 und 1980 mit mehreren Auszeichnungen, Wettbewerbspreisen in Klavier ("Jugend musiziert") und Orgel (1975 und 1979 "ARD - Wettbewerb München") und dem Würdigungspreis abschloss. Darüber hinaus betrieb er weitere Studien bei Louis Robilliard in Lyon.
Von 1974 bis 1983 war er als Organist an der Schubertkirche in Wien-Lichtental tätig. Seit 1983 wirkt er als Titularorganist der Marienkirche in Wien-Hernals, wo er seit 2005 auch Leiter der dortigen Chor- und Orchestergemeinschaft ist. Seit September 2008 war er zunehmend in der Wiener Augustinerkirche engagiert und ist seit 1. September 2009 deren Hauptorganist.
1981 wurde Wolfgang Capek als Lehrender an die Wiener Musikuniversität berufen und unterrichtet dort seither Klavier, klavierpraktische Fächer und Orgel. 1987 wurde ihm nach einer Studie über die französisch-symphonische Orgelmusik der Titel des Magister artium verliehen.
Kompositionen für Klavier, Orgel und Chor sowie Arrangements von Klavier- und Orchesterwerken für Orgel runden seine künstlerische Tätigkeit ebenso ab wie zahlreiche Rundfunk-, Platten- und CD-Aufnahmen. Konzerte führten ihn durch fast alle Länder Europas sowie nach Hongkong, Südkorea, die USA und Russland; darüber hinaus kann er als Solist auf eine Zusammenarbeit mit bedeutenden in- und ausländischen Orchestern und Ensembles verweisen.